# Mitra Kaislaranta
Mitra Liija Kastanja Kaislaranta (Oulu, 21 giugno 1992) è una cantante finlandese.

## Biografia
Mitra Kaislaranta è salita alla ribalta nel 2013 con la sua vittoria alla settima edizione del talent show di MTV3 Idols, che le ha permesso di ottenere un contratto discografico con la Warner Music Finland. Il suo album di debutto, Mitra, è stato pubblicato nel 2015 e ha debuttato alla 12ª posizione nella classifica finlandese.

## Discografia

### Album
- 2015 – Mitra

### Singoli
- 2013 – Äkkisyvää
- 2015 – Kukka kaipaa valoa
- 2015 – Jotain pysyvää
- 2015 – Kuningas